# إشارات المرور في الولايات المتحدة

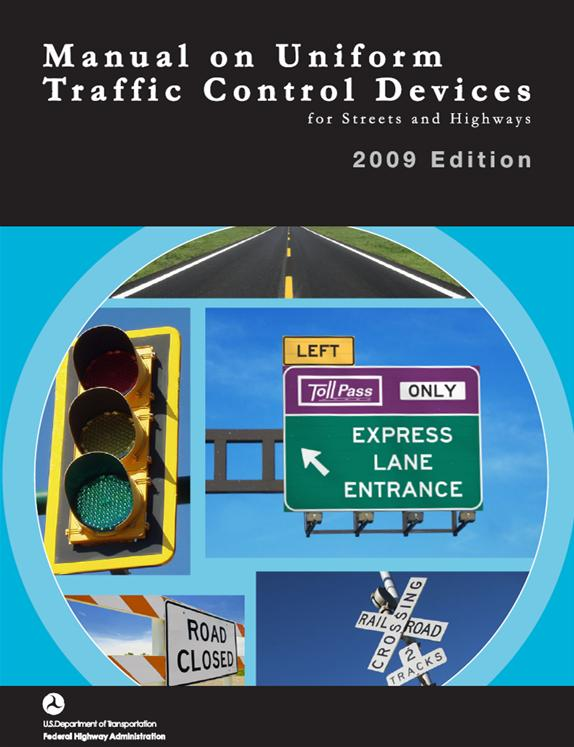
غلاف طبعة 2009 لوثيقة MUTCD الصادرة من إدارة الطرق السيارة الفيدرالي (FHWA) التابع لوزارة النقل الأمريكية

في الولايات المتحدة، علامات الطرق في معظمها موحدة من قبل الأنظمة الاتحادية. ويخص الأمر بالذكر دليل الموحد لأجهزة التحكم المرورية (MUTCD)، والدليل المرافق له الخاص بالطرق السريعة أو الطرق السيارة (SHS). حاليا لا توجد خطط لاعتماد اتفاقية فيينا لمعايير للافتات الطرق وإشارات المرور.
ثلاث وعشرون دولة جنبا إلى جنب مع مقاطعة كولومبيا وبورتو ريكو تعتمد الدليل دون أي تعديلات، وقد تبنت 20 دولة بالتزامن مع المجلد الإضافي، وسبع ولايات لديها نسخة الدولة في توافق كبير ل (MUTCD).
هناك أيضا الإصدارات المحلية التي يتم استخدامها في المدن الكبيرة مثل مدينة نيويورك التي تستخدم نظام تسمية متوافق مع MUTCD و/ أو ملحق الدولة. وMUTCD وSHS أنشأت سبع فئات عامة لإشارات المرور لاستعمال الطرق السيارة أوالطرق السريعة.

## لمحة تاريخية: إشاراة المرور في الولايات المتحدة
في عام 1926م تم إنشاء أول وزارة للمواصلات تختص بالعلامات والإشارات المرورية، وفي الثلاثينيات من العقد الماضي تم استخدام الخطوط البيضاء على نطاق واسع، حيث أنها أصبحت تحدد الأماكن التي يجب الوقوف عندها مثل المنعطفات والزوايا الحادة، كما أنها أصبحت تساعد الشرطة في إدارة بالتدفقات وحركية المرور، ومن التجارب الناجحة لايتكارات إشارات المرور في الولايات المتحدة مجال الخطوط الأرضية، بروز استخدام الخطوط البيضاء للتحكم في مناطق التجاوز، حيث استُخدِمَ خطّان أبيضان متوازيان متواصلان للدلالة على المناطق التي لا يجوز فيها التجاوز. وشُرّع استخدامها من عالميا بعد أن اكتسبت الشرعية القانونية.
أما إشارة المرور الضوئية الكاملة بصورتها الحالية فنصبت في مدينة كليفلاند الأمريكية يوم 5غشت عام 1914 مطورة عن إشارة مبنى البرلمان البريطاني، وتميزت بوجود الضوء الأحمر والضوء الأخضراللذين تحكم فيهما شرطي من كشك خاص.

### السلسلة R1: الوقوف والأسبقية

widths="80px"
علامة قف
Yield (Give Way)
All way plate
Yield to pedestrians, New York City
State law Yield to pedestrians in crosswalk
State law stop for pedestrians in crosswalk
4-way plate
DC law stop for pedestrians in crosswalk, Washington, D.C.
State law stop for pedestrians in crosswalk, Maryland

### السلسلة R2: الحد الأقصى للسرعة

heights="100px"
R2-1: Speed limit
R2-2: Trucks speed limit
R2-3: Nighttime speed limit
R2-4: Minimum speed limit
Metric R2-1
Metric R2-2
Metric R2-3
Metric R2-4
R2-1T: Texas
End speed limit: Delaware
State speed limit: New York (can also read "area", "city", "town", or "village")
End speed limit: New York
Bridge speed limit: Minnesota
Oregon variant of R2-1
End speed limit: Virginia
Towed vehicles speed limit: Virginia
"Reasonable and prudent" daytime speed limit: Montana (1995-1999)

### السلسلة R3: استعمال الممرات والمنعطفات

"80px"
Turn only lanes
No straight through
No Right Turn
No Left Turn
No Left Turn Across Tracks
No Turns
No U-turn
No Left or U-turn
No U-turn - left turn on green arrow,
Bike lane
Bike lane, bikes only, New York City
HOV 2+ only 2 or more persons per vehicle

### السلسلة R4: تنظيم الحركية

"80px"
Passing zone ends
Passing zone begins
Keep right
Keep right
Keep right
Keep right
Keep left
Keep left
Keep left
Keep left
كاليفورنيا
Delaware
Delaware
Delaware
إنديانا

### السلسلة R5 : استثنائيات

80px
Do not enter
No Entre, Puerto Rico
Wrong Way
Bicycle wrong way
Bike path, no automobiles, New York City
No large trucks
No motorized vehicles
No lugged vehicles
No bicycles
No nonmotorized traffic
No motorcycles
No pedestrian crossing, bicycles, or motorcycles
No unauthorized vehicles

### السلسلة R6 : الطريق الواحدة والطريق السريع المزدوج

100px
One Way
Transito (one way), Puerto Rico
One Way, alternate
Divided Highway
Chevron roundabout directional

#### مسموح وقوف السيارات

100px
Parking with time restrictions
Parking with time restrictions, California
Parking with time restrictions, New York City
Parking with time and permit restrictions, Seattle
Parking with time and permit restrictions, San Francisco
2 hour parking all roads Town of Hempstead, New York State
Parking with time restrictions, Maryland
Parking fee station
Reserved parking (wheelchair)

#### غير مسموح وقوف السيارات

heights="100px"
No parking
No parking, California
No parking, New York
No parking, Pennsylvania، Texas
No parking with restrictions and localized, New York City
', New York City
No parking tow zone, Chicago
No parking bus stop
Tow Away Zone

#### لا للتوقف

widths="100px"
No stopping any time, New York State
No stopping any time, New York City
No stopping any time, Philadelphia
No stopping any time, California
No stopping anytime tow away, San Francisco
No stops tow away zone, Seattle
No stopping with time restrictions, New York State
No standing except delivery trucks time restricted, New York City

## السلسلة R8 : مواقف السيارات والقيود المفروضة في حالات الطوارئ

widths="80px"
No parking on pavement
No parking
Exception of Sundays and holidays
On tracks plaque
Except on shoulder plaque
Loading zone
Stop here on red
Stop here when flashing

## السلسلة R9 : الدراجات والراجلين

Walk on left facing traffic
Cross only at cross walks
لا معبر للمشاة
No rollerblading
No hitch hiking
Crosswalk signal instructions
Bicycles left pedestrians right
State law stop for stopped school bus, New York
Sidewalk Closed Use Other Side
No horseback riding

## السلسلة R10 : إشارة ضوئية

heights=
Turning vehicles yield to pedestrians
Traffic signal photo enforced, Delaware
Traffic signal photo enforced,, Louisiana, Texas, Florida
Red light photo violation fine sign, California
Stop here on red, Pennsylvania, Florida
No turn on red arrow, Maryland
Bicycles to request green wait on line

## السلسلة R11: الطريق المسدود

widths="80px"
طريق مغلقة (مسدود)
Road Closed Ahead
Bridge Out Ahead

## السلسلة R12: تحديد الوزن

heights=
الوزن المحدد
Axle Weight Limit
Weight Limit with per axle and gross
الوزن المحدد مع رموز للشاحنة

## السلسلة R13: محطة الوزن المحورية

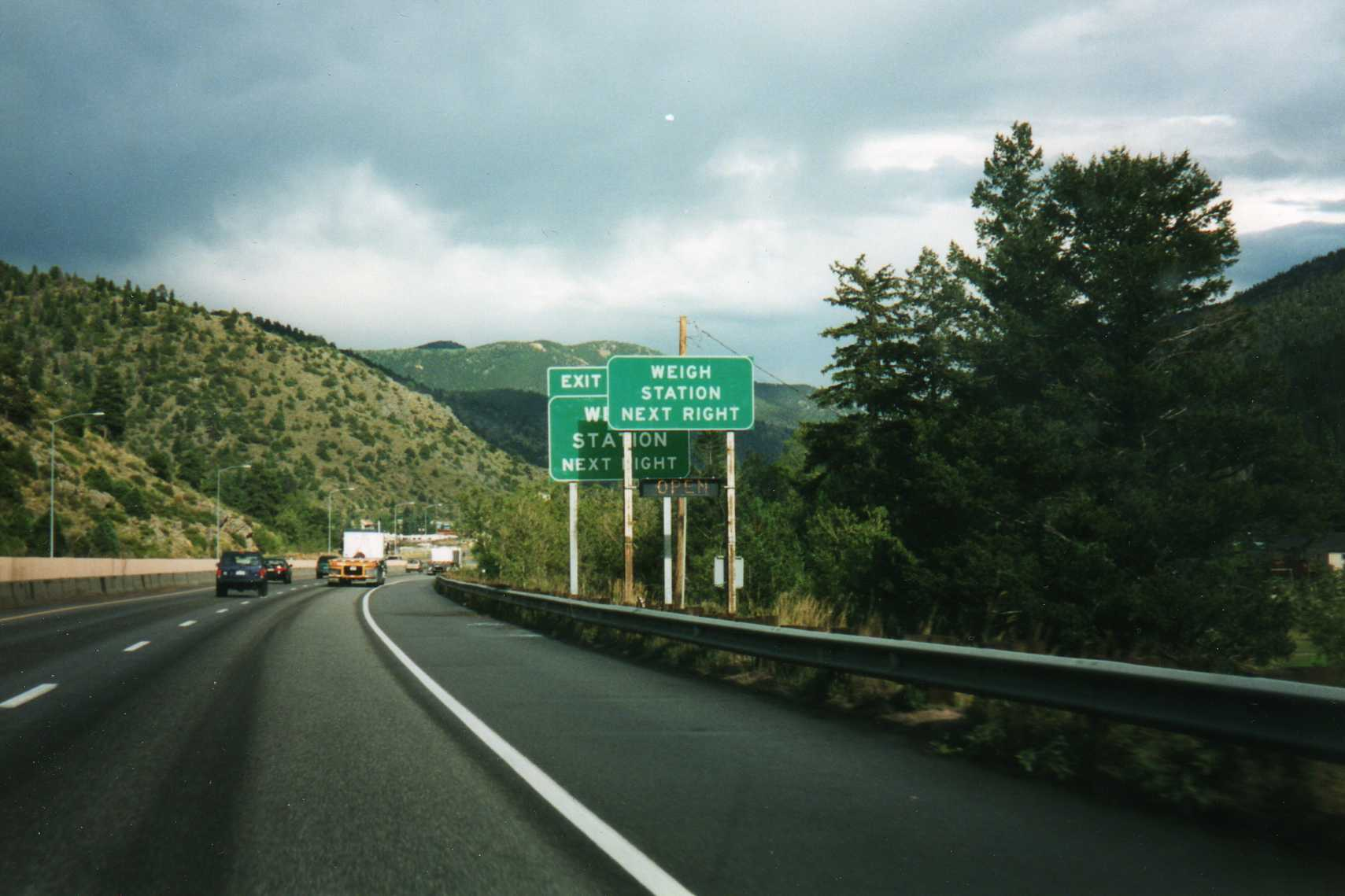
علامة مرور، في الطريق السريع 70 في ولاية كولورادو الأمريكية، تشير عادة إلى وجود «محطة الوزن المحورية» قادمة على الطريق، مع الإشارة إلى ما إذا كانت مفتوحة.

لافتة مرورية تشير إلى محطة الوزن المحورية
Weigh station next right sign
Weigh station sign with right exit arrow

## السلسلة R14: طرق الشاحنات

Truck Route sign
Hazardous Material Route
Hazardous Material Prohibited
National Network Route
National Network Prohibited

## السلسلة R15: السكك الحديدية والسكك الحديدية الخفيفة

widths=
Railroad crossing ahead

## السلسلة R16: أحزمة الأمان وفنار السيارات

widths="120px"
Wear seat belt
Lights on when raining
Check headlights

## المدارس

"120px"
المدرسة (تُستخدم أيضًا لممر المشاة بالقرب من المدارس)
المدرسة، الآن عفا عليها الزمن ولكن لا يزال من الممكن رؤيتها في بعض المناطق
School speed limit ahead
School speed limit when flashing
School zone speed limit sign, Arizona
End school zone (usually under an R2 speed limit sign)
School bus stop ahead (since 2012)
School bus stop ahead (older version before 2012 revision)
School bus turn ahead
School bus turn ahead sign, Ohio